# Конрадс, Ян Якубович
Ян Якубович Конрадс (латыш. Jānis Konrāds; 1 мая 1898 года, Венденский уезд, Лифляндская губерния, Российская империя — 9 декабря 1968 года, Рига, Латвийская ССР) — мастер специализированного управления отделочных работ треста «Ригастрой» Министерства строительства Латвийской ССР, город Рига. Герой Социалистического Труда (1958).

## Биография
Родился в 1898 году в многодетной крестьянской семье в одном из сельских населённых пунктов Венденского уезда Лифляндской губернии (сегодня — Аматский край Латвии). Начальное образование получил в местной церковно-приходской школе. Трудовую деятельность начал 15-летним подростком. Работал учеником, подмастерьем в Гулбенском малярном цехе, позднее — маляром по найму.
С 1923 года проживал в Риге, где трудился маляром на различных производствах. После Великой Отечественной войны восстанавливал разрушенные рижские предприятия, работая маляром, бригадиром маляров в специализированном строительном управлении треста «Ригастрой». Участвовал в строительстве различных производственных и социально-культурных объектов в городе. Строил речной вокзал, телевизионный центр, здания школы-интерната на Московской улице, театр музыкальной комедии, городские гостиницы, здания Академии наук Латвийской ССР, Дом Союза писателей Латвийской ССР.
Воспитал несколько сот молодых рабочих. За высокие производственные показатели удостоился почётного звания «Лучший маляр Латвийской ССР». Указом Президиума Верховного Совета СССР от 9 августа 1958 года «за выдающиеся успехи, достигнутые в строительстве и промышленности строительных материалов» удостоен звания Героя Социалистического Труда с вручением Ордена Ленина и золотой медали Серп и Молот.
В 1960 году вышел на пенсию. Персональный пенсионер. Проживал в Риге, где скончался в декабре 1968 года. Похоронен на кладбище Райниса.